# Maurizio Pozzi (Musiker)
Maurizio Pozzi (Künstlername Maury, zuvor auch Morris; * 1974 in Basel) ist ein Musiker, Musikproduzent und Songwriter. Er ist als Sohn italienischer Einwanderer in der Schweiz aufgewachsen und dort wohnhaft.

## Karriere
Maurizio Pozzi begann im Alter von 9 Jahren Gitarre zu spielen. Seine Liebe zur Musik verleitete ihn als Teenager dazu, eine musikalische Karriere einer möglichen Tenniskarriere vorzuziehen. Nach unzähligen erlernten Gitarren-Riffs, benutzte er das Instrument zum Komponieren und Produzieren von selber gesungenen Songs. Seine Erfahrungen und sein Können setzte er ab Anfang der 2000er Jahre als Komponist und Produzent für verschiedene Schweizer Musiker ein, unter anderem für Natacha und DJ Antoine, mit denen er mehrmals in die Schweizer Hitparade gelangte. Im Sommer 2005 komponierte und produzierte er zusammen mit DJ Tatana den offiziellen Song zur Street Parade 2005 Today Is Tomorrow.
Seine Solo- und Bandkarriere begann er unter dem Künstlernamen Maury im Herbst 2005 mit seiner Debütsingle I Wanna Know, welche für die Lancierung der Spielkonsole Xbox 360 verwendet wurde. Der Song wurde zum Airplay-Hit und verblieb über sechs Monate lang in den Radio-Charts. Der Videoclip zur Single erreichte dabei zeitweise die höchste Rotation auf dem Musiksender VIVA.
Im Februar 2007 veröffentlichte er wiederum unter dem Namen Maury sein Debütalbum The Best Is Yet To Come. Daneben komponierte, produzierte und sang er den offiziellen Song zur Street Parade 2007 Respect!. 2008 folgte mit Heart of Gold der offizielle Schweizer Song zu den Olympischen Sommerspielen 2008 für das Schweizer Fernsehen.
Er lieferte Vocals für viele Songs von DJ Antoine wie z. B. All We Need oder Broadway. Nebst seiner Tätigkeit im Bereich von Studioaufnahmen tritt Maurizio auch regelmässig an Konzerten und Open Airs auf. Im Mai 2007 war er zudem im Zürcher Hallenstadion im Vorprogramm von Deep Purple und im Juli 2007 beim Moon and Stars Festival in Locarno im Vorprogramm von Pink.
Von 2012 bis 2013 arbeitete er bei vielen Songs von DJ Antoines Album Sky Is the Limit als Produzent, Gitarrist, Songwriter und Sänger mit. Alleiniger Sänger war er bei den Liedern Hello Romance und All I Live For. Bei Perfect Day wirkte er neben Shontelle als Background-Sänger mit.
Mit dem Deutschen House-DJ Manian, bekannt als DJ und Produzent von etlichen Dance-Projekten, wie zum Beispiel Cascada, R.I.O. oder Spencer & Hill, nahm Maury im Sommer 2013 das Lied Cinderella auf. Dieses wurde am 26. Juli 2013 über Zooland Records als Single veröffentlicht. Neben der „Video Edit“ war auch der Remix von „Crew Cardinal“ beliebt.
Ebenso wirkte Pozzi auf dem, im August 2013 veröffentlichten, Album Green, des Schweizer DJ Mr. Da-Nos als Sänger verschiedener Songs mit. Allein durch sämtliche Downloads erreichten seine Lieder auf dem Album die Schweizer Download- und Dance-Charts. Kurz darauf gab er bekannt, dass er gemeinsam mit Mike Candys an einem Lied arbeitet. Daraus entpuppte sich der, im Februar 2014 erschienene Track Miracles, der auf Platz 17 der Schweizer Charts debütierte.

## Diskografie
Studioalben
| Jahr | Titel Musiklabel              | Anmerkungen                             |
| ---- | ----------------------------- | --------------------------------------- |
| 2005 | All We Need Morris Songs      | Erstveröffentlichung: 16. Februar 2007  |
| 2008 | Ohwellalright Universal Music | Erstveröffentlichung: 14. November 2008 |